# Richard Shoup
Richard Shoup (Gibsonia, 30 luglio 1943 – San Jose, 18 luglio 2015) è stato un informatico e imprenditore statunitense.
Principalmente è ricordato per i suoi lavori rivoluzionari nel campo della computer grafica e dell'animazione in CGI.
Ottenne un B.S.E.E. e un Ph.D. in scienze informatiche al Carnegie Mellon University. La sua tesi di dottorato fu la prima ad esplorare i concetti di logica programmabile e hardware riconfigurabile, successivamente ampiamente utilizzati nei computer e nell'elettronica di consumo.
Fu uno dei primi dipendenti dello Xerox Palo Alto Research Center, dove nel 1973 realizzò SuperPaint, primigenio programma di disegno digitale, in collaborazione con il futuro co-fondatore della Pixar Alvy Ray Smith, che lavorò come appaltatore indipendente.
Sebbene fosse stato reclutato direttamente da Robert Taylor in seguito al crollo della Berkeley Computer Corporation, gli interessi di Shoup per la grafica video e il pixel imaging si scontrarono con le idee di Taylor e Butler Lampson, accelerando infine la sua partenza da Xerox. Nel 1979 co-fondò Aurora Systems, una società che fu una delle prime produttrici di hardware e software per l'animazione digitale. Ricevette un Emmy Award speciale (condiviso con Xerox) nel 1983 e un premio Oscar al merito tecnico-scientifico (condiviso con Smith e Thomas Porter) nel 1998 per il suo lavoro su SuperPaint. Dal 2000 alla sua morte fu professore associato al Boundary Institute for the Study of Foundations, un'organizzazione senza scopo di lucro coinvolta nella ricerca in scienze fisiche e parapsicologia.

## Vita privata
Appassionato musicista nel tempo libero, Shoup suonò il trombone per molti anni in varie big band in tutta la San Francisco Bay Area.
Shoup morì di cancro ai polmoni il 18 luglio 2015.